# Lolland (município)
Lolland é um município da Dinamarca, localizado na região da Zelândia.
O município tem uma área de 892 km² e uma  população de 48 634 habitantes, segundo o censo de 2007.
Foi instituído a 1 de Janeiro de 2007 no decurso da reforma administrativa de 2004-2007, agregando os antigos municípios de Holeby, Højreby, Maribo, Nakskov, Ravnsborg, Rudbjerg e Rødby.